# Allodiopsis gracilis
Allodiopsis gracilis är en tvåvingeart som först beskrevs av Johannes Winnertz 1863.  Allodiopsis gracilis ingår i släktet Allodiopsis och familjen svampmyggor. Inga underarter finns listade i Catalogue of Life.